# Nemzeti olimpiai bizottság

A földrészek olimpiai szervezetei

A nemzeti olimpiai bizottságok  képviselik  a Nemzetközi Olimpiai Bizottságnál hazájuk versenyzőit és sportszövetségeik szervezeteit. Az első nemzeti olimpiai bizottságok Franciaországban és Görögországban alakultak 1894-ben. Ausztráliában, az Amerikai Egyesült Államokban és Magyarországon 1895-ben, Chilében 1896-ban és Norvégiában 1897-ben jött létre ilyen szervezet. A magyar szervezet neve: Magyar Olimpiai Bizottság.
Földrészenkénti olimpiai szervezetek, 204 tagországgal. A kontinensek első nemzeti bizottságainak megalakulási idejével.
- Afrika (ANOCA) Association of National Olympic Committees of Africa (53 szervezet) Egyiptom (1910)
- Amerika (PASO) Pan American Sports Organization (41 szervezet) Egyesült Államok (1894)
- Ázsia (OCA) Olympic Council of Asia (44 szervezet) Japán (1912)
- Európa (EOC) European Olympic Committees (49 szervezet) Franciaország (1894)
- Óceánia (ONOC) Oceania National Olympic Committees (17 szervezet) Ausztrália (1895)

Az 1996-ban módosított Olimpiai Charta szerint a jövőbeli tagfelvételeknél a függő státusú területek önállóan nem vehetnek részt a játékokon, csak anyaországuk sportolóiként versenyezhetnek.

## Nemzeti olimpiai bizottságok megalakulási éve
- 1894  Amerikai Egyesült Államok,  Franciaország
- 1895  Ausztrália,  Görögország,  Magyarország,  Németország
- 1900  Norvégia
- 1905  Dánia,  Egyesült Királyság
- 1906  Belgium
- 1907  Finnország,  Kanada
- 1909  Portugália
- 1910  Egyiptom
- 1911  Törökország
- 1912  Ausztria,  Hollandia,  Luxemburg,  Japán,  Spanyolország,  Svájc,  Szerbia
- 1913  Svédország
- 1914  Románia
- 1915  Olaszország
- 1919  Lengyelország,  Új-Zéland
- 1922  Írország
- 1923  Argentína,  Mexikó,  Uruguay
- 1924  Bulgária,  Haiti
- 1927  India
- 1929  Fülöp-szigetek
- 1934  Chile
- 1935  Brazília,  Izland,  Liechtenstein,  Venezuela
- 1936  Afganisztán,  Bermuda,  Bolívia,  Costa Rica,  Jamaica,  Málta,  Peru
- 1937  Srí Lanka
- 1947  Dél-Korea,  Guatemala,  Irán,  Mianmar,  Panama
- 1948  Guyana,  Irak,  Kolumbia,  Libanon,  Pakisztán,  Puerto Rico,  Szingapúr,  Szíria,  Trinidad és Tobago
- 1950  Thaiföld
- 1951  Hongkong,  Nigéria
- 1952  Bahama-szigetek,  Ghána,  Indonézia,  Izrael
- 1953  Monaco
- 1954  Dominikai Köztársaság,  Etiópia,  Kuba,  Malajzia
- 1955  Barbados,  Fidzsi-szigetek,  Kenya,  Libéria
- 1956  Honduras,  Uganda
- 1957  Észak-Korea,  Tunézia
- 1959  Albánia,  Ecuador,  Marokkó,  Nicaragua,  San Marino,  Szudán,  Suriname
- 1960  Tajvan
- 1962  Benin,  Salvador,  Mongólia
- 1963  Elefántcsontpart,  Jordánia,  Kamerun,  Líbia,  Mali,  Nepál,  Szenegál
- 1964  Algéria,  Csád,  Kongói Köztársaság,  Madagaszkár,  Niger,  Sierra Leone,  Zambia
- 1965  Közép-afrikai Köztársaság,  Guinea,  Szaúd-Arábia,  Togo
- 1966  Kuvait
- 1967  Belize,  Amerikai Virgin-szigetek
- 1968  Gabon,  Kongói Demokratikus Köztársaság,  Malawi,  Tanzánia
- 1970  Paraguay
- 1972  Burkina Faso,  Lesotho,  Mauritius,  Szomália,  Szváziföld
- 1974  Pápua Új-Guinea
- 1975  Andorra
- 1976  Antigua és Barbuda,  Gambia,  Kajmán-szigetek
- 1978  Ciprus
- 1979  Bahrein,  Kína,  Laosz,  Mauritánia,  Mozambik,  Seychelle-szigetek,  Vietnám
- 1980  Angola,  Banglades,  Botswana,  Katar,  Egyesült Arab Emírségek,  Zimbabwe
- 1981  Jemen
- 1982  Brit Virgin-szigetek,  Omán
- 1983  Bhután,  Szamoa,  Salamon-szigetek
- 1984  Brunei,  Dzsibuti,  Egyenlítői-Guinea,  Grenada,  Ruanda,  Tonga
- 1985  Maldív-szigetek
- 1986  Aruba,  Cook-szigetek,  Guam
- 1987  Amerikai Szamoa,  Saint Vincent és a Grenadine-szigetek,  Vanuatu
- 1991  Észtország,  Lettország,  Litvánia,  Namíbia,  Dél-afrikai Köztársaság
- 1993  Azerbajdzsán,  Bosznia-Hercegovina,  Burundi,  Comore-szigetek,  Csehország,  Dominikai Közösség,  Fehéroroszország,  Grúzia,  Horvátország,  Kazahsztán,  Kirgizisztán,  Moldova,  Észak-Macedónia,  Oroszország,  Örményország,  Saint Kitts és Nevis,  Saint Lucia,  São Tomé és Príncipe,  Szlovákia,  Szlovénia,  Tádzsikisztán,  Türkmenisztán,  Ukrajna,  Üzbegisztán,  Zöld-foki Köztársaság
- 1994  Nauru
- 1995  Bissau-Guinea,  Kambodzsa,  Palesztina
- 1997  Mikronézia
- 1999  Eritrea,  Palau
- 2003  Kiribati,  Kelet-Timor
- 2006  Marshall-szigetek
- 2007  Montenegró,  Tuvalu
- 2014  Koszovó
- 2015  Dél-Szudán